# ماريا بارتيرومو
ماريا سارا بارتيرومو (بالإنجليزية: Maria Bartiromo)‏ (11 سبتمبر 1967 في بروكلين - )؛ صحفية، كاتبة العمود، مذيعة أخبار ومؤلفة أمريكية. عملت في شبكة سي إن إن لمدة خمس سنوات قبل انضمامها إلى شبكة سي إن بي سي، حيث عملت لمدة هناك طيلة 20 عامًا. انضمت في عام 2013، إلى شبكة فوكس التلفزيونية من بوابة فوكس بيزنس وفوكس نيوز.

## الجوائز
- وسام جزيرة إليس للشرف

## وصلات خارجية
- ماريا بارتيمورو على موقع IMDb (الإنجليزية)
- ماريا بارتيمورو على موقع إن إن دي بي (الإنجليزية)
- ماريا بارتيمورو على موقع قاعدة بيانات الفيلم (الإنجليزية)
- الموقع الرسمي
- مرات الظهور على سي-سبان